# Spiophanes viriosus
Spiophanes viriosus är en ringmaskart som beskrevs av Meissner och Anne D. Hutchings 2003. Spiophanes viriosus ingår i släktet Spiophanes och familjen Spionidae. Inga underarter finns listade i Catalogue of Life.